# Estación de Basilique de Saint-Denis
La estación de Basilique de Saint-Denis, de su nombre completo Basilique de Saint-Denis - Hôtel de Ville, es una estación del metro de París situada en la comuna de Saint-Denis al norte de la capital. Pertenece a la línea 13. Ofrece una conexión con la línea 1 del tranvía. 

## Historia
La estación fue inaugurada el 20 de junio de 1976 con el nombre de Saint-Denis - Basilique convirtiéndose en uno de los terminales de la línea. Mantuvo esa denominación hasta el año 1998, cuando adoptó su nombre actual al ser prolongada la línea hasta Saint-Denis - Université. Desde 1992, ha sido conectada con el renacido tranvía parisino. 
Debe su nombre a la Basílica de Saint-Denis.

## Descripción
Se compone de dos andenes laterales y de dos vías. Es posiblemente una de las estaciones más logradas de la red. Toda su decoración va unida con la basílica a la que da nombre. Vidrieras, y vitrinas repletas de información cultural pueblan los andenes y accesos a la estación. La señalización así como diversas estructuras situadas a lo largo de la pared están retroiluminadas dando al lugar una ambientación única. 